# 纺锤盘首蚕
纺锤盘首蚕（学名：Lopadorhynchus nationalis）为盘首蚕科盘首蚕属的动物。分布于地中海、太平洋、大西洋，包括东海、台湾海峡、南海等海域，属于热带和亚热带海区暖水种。